# Leptotarsus bivittatus
Leptotarsus bivittatus là một loài ruồi trong họ Ruồi hạc (Tipulidae). Chúng phân bố ở miền Australasia.